# Ramón Núñez
Ramón Fernando Núñez Reyes, honduraški nogometaš, * 14. november 1985, Tegucigalpa, Honduras.
Núñez je nekdanji nogometni vezist, nazadnje je bil član ameriškega kluba Fort Lauderdale Strikers.

## Zgodnja kariera
Núñez je odrasel v ZDA, kamor se je iz Hondurasa preselil že v zgodnjih 90. letih. V državo je prišel preko očetove vlagateljske vize in kasneje tudi dokončal šolanje na srednji šoli W. T. White High School v Dallasu, Teksas.  Eno sezono je zatem igral za univerzo Southern Methodist University, nato ga je kot šestega po vrsti na naboru lige MLS 2004 izbralo moštvo Dallas Burn.

## Profesionalna kariera
V svojem prvem letu za Dallas Burn (ki se je kasneje preimenoval v FC Dallas) je Núñez le poredko dobival priložnost na zelenici in vsega skupaj na 8 tekmah preigral le 107 minut. Ob koncu leta 2005 ga je trener le postavil v začetno enajsterico, do konca sezone je zbral 5 zadetkov in 3 podaje. Potem ko je izgubil svoje mesto v ekipi, so ga klubski funkcionarji avgusta 2007 menjali v Chivas USA. Pri Chivasih je kazal medle predstave in ob koncu sezone zanj v klubu ni bilo več prostora.
Kmalu zatem se je pridružil honduraškemu prvoligašu Olimpia, v katerem je bil standardni člen prve postave. V celi sezoni je zbral 34 nastopov, na katerih je zabil 3 gole. V ekipi je večinoma igral na položaju napadalnega vezista in kreativca, tako da je prispeval tudi veliko podaj. Dobre igre tako v klubu kot v reprezentanci so mu omogočile prestop v Mehiko, matični klub Olimpia ga je namreč za 6 mesecev posodil v mehiško Pueblo, kjer je nosil dres s številko 10.
V dresu Pueble je kazal dobre strelske predstave in je na 10 tekmah dosegel že 3 zadetke, prvega za svojega novega delodajalca je dosegel 18. februarja 2009 proti Pachuci - tedaj je dosegel zmagoviti gol za zmago svoje ekipe z 2–1. Za La Franjo je v šestih mesecih 5-krat zatresel mrežo in temu dodal še 5 podaj.
Za sezono 2009/10 je Núñez okrepil konkurenta Pueble v mehiškem prvenstvu, Cruz Azul. V CONCACAF Ligi prvakov je vknjižil 2 zadetka, enega proti ameriškemu Columbusu in drugega proti kostariški Saprissi. Sčasoma je izgubil svoje mesto v moštvu in po polovici sezone je tekme začenjal s klopi. Trenerjevo zaupanje je dokončno zapravil, ko je na dan pomembne Cruz Azulove tekme ostal v Hondurasu in praznoval uvrstitev svoje reprezentance na Svetovno prvenstvo 2010.

## Reprezentančna kariera
Núñez je z reprezentanco do 20 let (U-20) sodeloval na Svetovnem mladinskem prvenstvu 2005 na Nizozemskem. Oktobra 2006 ga je prvič vpoklical selektor članske reprezentance, a je debi v državnem dresu sledil šele 9. septembra 2007. Na srečanju proti izbrani vrsti Kostarike je tedaj na igrišče prišel s klopi. V letih 2007 in 2008 je poleg članske reprezentance nastopal še za reprezentanco do 23 let (U-23), s katero je poleti 2008 tudi zastopal na Poletnih olimpijskih igrah 2008.
Pod vodstvom selektorja članske reprezentance Reinalda Ruede je Núñez dobival vedno več priložnosti in odigral tudi nekaj tekem v kvalifikacijah za nastop na Svetovnem prvenstvu 2010. 6. septembra 2008 je dosegel svoja prva reprezentančna zadetka proti Kanadi, ter dobro strelsko formo obdržal še do tekme proti Jamajki, na kateri se je znova vpisal med strelce. Núñez je bil eden od 23 reprezentantov, ki jih je selektor Rueda maja 2010 uvrstil med potnike na Svetovno prvenstvo v JAR.

## Statistika

### Klubska statistika
| 2004    | Dallas     | ZDA      | MLS           | 8  | 0 |        |  |  |  |    |    |
| 2005    | Dallas     | ZDA      | MLS           | 21 | 5 |        |  |  |  |    |    |
| 2006    | Dallas     | ZDA      | MLS           | 25 | 6 |        |  |  |  |    |    |
| 2007    | Dallas     | ZDA      | MLS           | 13 | 3 |        |  |  |  |    |    |
| 2007    | Chivas USA | ZDA      | MLS           | 8  | 0 |        |  |  |  |    |    |
| 2007/08 | Olimpia    | Honduras | Liga Nacional | ?  | ? |        |  |  |  |    |    |
| 2008/09 | Olimpia    | Honduras | Liga Nacional | ?  | ? | Skupaj |  |  |  | 75 | 14 |

Vir: 

### Reprezentančni zadetki
| # | Datum              | Prizorišče               | Nasprotnik | Zadel za | Končni izid | Tekmovanje                          |
| - | ------------------ | ------------------------ | ---------- | -------- | ----------- | ----------------------------------- |
| 1 | 6. september 2008  | Montreal, Kanada         | Kanada     | 1 – 1    | 2 – 1       | Kvalifikacije za Svetovno prvenstvo |
| 2 | 6. september 2008  | Montreal, Kanada         | Kanada     | 2 – 1    | 2 – 1       | Kvalifikacije za Svetovno prvenstvo |
| 3 | 10. september 2008 | San Pedro Sula, Honduras | Jamajka    | 1 – 0    | 2 – 0       | Kvalifikacije za Svetovno prvenstvo |